# Authumes
Authumes – miejscowość i gmina we Francji, w regionie Burgundia-Franche-Comté, w departamencie Saona i Loara.
Według danych na rok 1990 gminę zamieszkiwało 209 osób, a gęstość zaludnienia wynosiła 16 osób/km² (wśród 2044 gmin Burgundii Authumes plasuje się na 702. miejscu pod względem liczby ludności, natomiast pod względem powierzchni na miejscu 745.).